# 前526年
| 千纪： | 前1千纪 |
| 世纪： | 前7世纪 \| 前6世纪 \| 前5世纪 |
| 年代： | 前550年代 \| 前540年代 \| 前530年代 \| 前520年代 \| 前510年代 \| 前500年代 \| 前490年代                                                                                        |
| 年份： | 前531年 \| 前530年 \| 前529年 \| 前528年 \| 前527年 \| 前526年 \| 前525年 \| 前524年 \| 前523年 \| 前522年 \| 前521年                                                          |
| 纪年： | 周景王十九年 魯昭公十六年 齐景公二十二年 晋昭公六年 秦哀公十一年 宋元公六年 楚平王三年 卫灵公九年 陈惠公八年 蔡平侯五年 曹平公二年 郑定公四年 燕共公三年 吳王僚元年 杞平公十年 |

## 大事記
- 吳王僚即位。
- 齊景公杵臼率軍攻徐國，徐國乞和。齊、徐、郯、莒四國盟在蒲隧会盟。
- 晉昭公夷卒，子晉頃公去疾嗣位，
- 楚平王棄疾遣大夫費無極赴秦，為太子建迎娶秦哀公女孟嬴。至楚，楚平王自納孟嬴為妾。
- 波斯王冈比西斯二世統軍攻入北非，陷埃及首都底比斯城，加冕為埃及法老。

## 逝世
- 晉昭公夷
- 雅赫摩斯二世，埃及法老